# Johann Georg Volkart

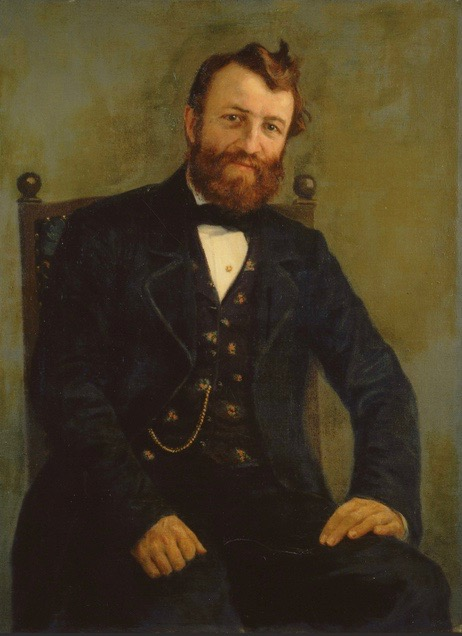
Porträtzeichnung von Johann Georg Volkart

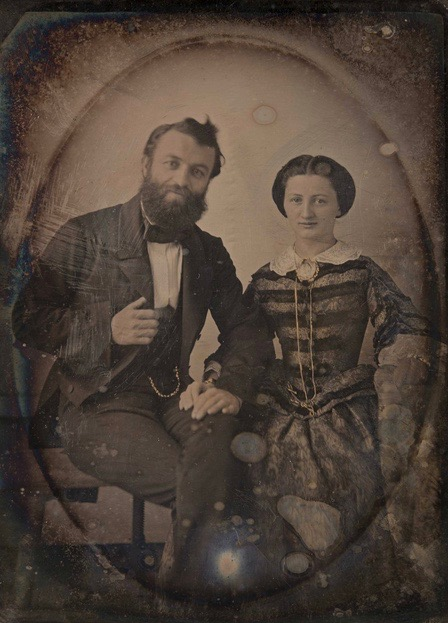
Johann Georg Volkart mit Lilly Schönemann anlässlich ihrer Verlobung in Bombay

Johann Georg Volkart (* 27. Dezember 1825 in Niederglatt; † 29. Mai 1861 in Bombay) war ein Schweizer Kaufmann und Unternehmer, der im Überseehandel tätig war

## Leben

### Familie
Johann Georg Volkart war der Sohn des Baumeisters Johannes Volkart (* 15. August 1783 in Niederglatt; † 11. September 1853 ebenda) und dessen Ehefrau Anna, die Tochter des Hauptmanns und Landrichters Hans Jakob Wipf; sein älterer Bruder war Salomon Volkart.
Sein Neffe war der spätere Mäzen Georg Volkart (1850–1928) und seine Nichte Anna Maria Volkart war mit dem Politiker Othmar Blumer verheiratet.
1850 heiratete er Lilly (* 1832 in Braunschweig), die Tochter von Hans Carl Schönemann aus Braunschweig; die Ehe blieb kinderlos.
Nach seinem Tod machte seine Witwe die Rückreise von fast sechs Monaten mit einem Segelschiff nach Marseille und von dort in die Schweiz.

### Werdegang
Johann Georg Volkart begann 1845 eine kaufmännische Lehre bei Heinrich Fierz im Baumwolltuch- und Seidenexportgeschäft Hüni & Fierz in Horgen. Nach Abschluss seiner Lehre reiste er 1847 nach Bombay, wo er als Baumwolleinkäufer für das deutsche Unternehmen Huschke, Wattenbach & Co. arbeitete. Bereits 1848 übernahm er die Leitung der dortigen Niederlassung. Nachdem die beiden Teilhaber Huschke und Wattenbach sich getrennt hatten, verlor Johann Georg Volkart seine Arbeitsstelle. Nach der Schließung der Filiale in Bombay im Jahr 1850 kehrte er in die Schweiz zurück. 
Nach seiner Hochzeit gründete er zusammen mit seinem Bruder Salomon 1851 die Firma Gebrüder Volkart. Diese betrieb Niederlassungen in Winterthur und Bombay. Er wurde mit der Leitung der Geschäfte in Bombay betraut, während sein Bruder Salomon in Winterthur blieb. Das Handelsunternehmen tauschte Tee, Kaffee, Gewürze, Kautschuk und andere Kolonialwaren gegen europäische Manufakturen ein: Seife, Streichhölzer, Papier, später auch Textilien und Maschinen.
Johann Georg Volkart war verantwortlich für den Absatz europäischer Konsumgüter wie Textilien, Uhren und Schmuckwaren in Indien sowie für die Beschaffung von Rohstoffen aus der britischen Kolonie. Ursprünglich importierte die Firma Kaffee, Gewürze und Kokosfasern nach Europa, jedoch wurde Baumwolle in den 1860er Jahren zum wichtigsten Handelsgut des Unternehmens.
1853 unternahm er gemeinsam mit seinem Bruder eine Schiffsreise nach Amerika, hierbei strandeten sie in der Nähe von Lydd in England. Um ihnen die Rückreise zu ermöglichen, wurde durch den Witwer-, Witwen- und Waisenverein Zürich eine Sammlung durchgeführt. Nach seiner Rückkehr reiste Johann Georg Volkart nach Bombay und nahm dort unter anderem an einem Treffen teil, um die Verbindung zwischen Europa und Indien zu verbessern. Im darauffolgenden Jahr erwarb er, gemeinsam mit seinem Bruder, in Hamburg ein Transportschiff, das sie auf den Namen Präsident Furrer tauften.
Aufgrund gesundheitlicher Probleme hielt er sich zwischen 1854 und 1856 häufig in Europa auf. Nach der Eröffnung neuer Filialen in Colombo und Cochin im Jahr 1857 ernannte er Henry L. Brodbeck zum Teilhaber und Leiter der Geschäfte in Indien. Nach Brodbecks Tod im Jahr 1859 kehrte er nach Indien zurück, um erneut die Leitung zu übernehmen. Kurz vor seiner geplanten Rückkehr nach Europa verstarb er am 29. Mai 1861, vermutlich aufgrund der ungünstigen klimatischen Bedingungen oder einer tropischen Krankheit. Nach seinem Tod führte sein Bruder Salomon das Unternehmen vorerst alleine weiter, nahm aber später familienfremde Partner auf. Das Unternehmen war bis 1999 viertgrösster Baumwollhändler der Welt.
Zum Zeitpunkt seines Todes war er belgischer, schwedischer und holländischer Konsul.

## Ehrungen und Auszeichnungen
Johann Georg Volkart war Ritter des belgischen Leopoldordens.